# Football aux Jeux africains de 1973
Navigation
Brazzaville 1965 Alger 1978
Le tournoi de football aux Jeux africains de 1973 se déroule à Lagos et Ibadan au Nigeria et se conclut sur la victoire du pays hôte contre la Guinée en finale. L'Égypte termine à la troisième place.

## Qualifications
Le Nigeria est exempt de ces qualifications en tant que pays organisateur.

## Tournoi final

### Premier tour

#### Groupe 1
| Rang | Équipe   | Pts | J | G | N | P | Bp | Bc | Diff |
| ---- | -------- | --- | - | - | - | - | -- | -- | ---- |
| 1    | Nigeria  | 5   | 3 | 2 | 1 | 0 | 8  | 5  | +3   |
| 2    | Ghana    | 4   | 3 | 2 | 0 | 1 | 5  | 4  | +1   |
| 3    | Algérie  | 3   | 3 | 1 | 0 | 2 | 6  | 6  | 0    |
| 4    | Tanzanie | 0   | 3 | 0 | 0 | 3 | 3  | 7  | -4   |

| 8 janvier 1973 | Nigeria                                    | 4 - 2 | Ghana            |                                              |                                              |
|                | Igwe (en) · Dombraye (en) · Oyarekhua (en) |       | Owusu · Sam (en) | Surulere Stadium, Lagos Spectateurs : 60 000 | Surulere Stadium, Lagos Spectateurs : 60 000 |

| 8 janvier 1973 | Algérie                       | 4 - 2   | Tanzanie                    |                                                                 |                                                                 |
|                | Dahleb 29e 56e · Dali 63e 83e | (1 - 0) | 63e Gubon · 79e Abderahmane | Lagos Spectateurs : 10 000 Arbitrage : Farah Weheliye Addo (en) | Lagos Spectateurs : 10 000 Arbitrage : Farah Weheliye Addo (en) |
|                | [ 1 ]                         |         |                             | Lagos Spectateurs : 10 000 Arbitrage : Farah Weheliye Addo (en) | Lagos Spectateurs : 10 000 Arbitrage : Farah Weheliye Addo (en) |

| 10 janvier 1973 | Nigeria                        | 2 - 2   | Algérie      |                                                                         |                                                                         |
|                 | Njoku 36e · Oyarekhua (en) 56e | (1 - 0) | 50e 75e Dali | Surulere Stadium, Lagos Spectateurs : 50 000 Arbitrage : Théodore Laclé | Surulere Stadium, Lagos Spectateurs : 50 000 Arbitrage : Théodore Laclé |
|                 | [ 1 ]                          |         |              | Surulere Stadium, Lagos Spectateurs : 50 000 Arbitrage : Théodore Laclé | Surulere Stadium, Lagos Spectateurs : 50 000 Arbitrage : Théodore Laclé |

| 10 janvier 1973 | Ghana | 1 - 0 | Tanzanie |       |       |
|                 | Owusu |       |          | Lagos | Lagos |

| 12 janvier 1973 | Nigeria | 2 - 1 | Tanzanie |                         |
|                 |         |       |          | Surulere Stadium, Lagos |

| 12 janvier 1973 | Ghana                            | 2 - 0   | Algérie |                                                                |                                                                |
|                 | Oppong 38e (pen.) · Sam (en) 68e | (1 - 0) |         | Lagos Spectateurs : 7 000 Arbitrage : Farah Weheliye Addo (en) | Lagos Spectateurs : 7 000 Arbitrage : Farah Weheliye Addo (en) |
|                 | [ 1 ]                            |         |         | Lagos Spectateurs : 7 000 Arbitrage : Farah Weheliye Addo (en) | Lagos Spectateurs : 7 000 Arbitrage : Farah Weheliye Addo (en) |

#### Groupe 2
| Rang | Équipe      | Pts | J | G | N | P | Bp | Bc | Diff |
| ---- | ----------- | --- | - | - | - | - | -- | -- | ---- |
| 1    | Guinée      | 6   | 3 | 3 | 0 | 0 | 12 | 4  | +8   |
| 2    | Égypte      | 4   | 3 | 2 | 0 | 1 | 8  | 7  | +1   |
| 3    | Congo       | 2   | 3 | 1 | 0 | 1 | 5  | 8  | -3   |
| 4    | Haute-Volta | 0   | 3 | 0 | 0 | 3 | 4  | 10 | -6   |

| 8 janvier 1973 | Congo | 3 - 0 | Haute-Volta |        |
|                |       |       |             | Ibadan |

| 8 janvier 1973 | Guinée             | 4 - 1 | Égypte     |        |        |
|                | Kandia · ? · ? · ? |       | 67e Khalil | Ibadan | Ibadan |

| 10 janvier 1973 | Égypte                          | 3 - 1 | Congo |        |        |
|                 | Bazouka · Abo Greisha · Darwish |       | ?     | Ibadan | Ibadan |

| 10 janvier 1973 | Guinée | 3 - 2 | Haute-Volta |        |
|                 |        |       |             | Ibadan |

| 12 janvier 1973 | Guinée             | 5 - 1 | Congo |        |        |
|                 | Kandia · ? · ? · ? |       |       | Ibadan | Ibadan |

| 12 janvier 1973 | Égypte                    | 4 - 2 | Haute-Volta               |        |        |
|                 | Abo Greisha · Gaafar (en) |       | But inscrit · But inscrit | Ibadan | Ibadan |

### Phase finale
|  | Demi-finales        | Demi-finales       | Demi-finales       | Demi-finales       |                               |         | Finale             | Finale             | Finale             | Finale             |
|  |                     |                    |                    |                    |                               |         |                    |                    |                    |                    |
|  | 14 janvier à Lagos  | 14 janvier à Lagos | 14 janvier à Lagos | 14 janvier à Lagos |                               |         | 16 janvier à Lagos | 16 janvier à Lagos | 16 janvier à Lagos | 16 janvier à Lagos |
|  | Nigeria             | Nigeria            | 4                  | 4                  |                               |         | 16 janvier à Lagos | 16 janvier à Lagos | 16 janvier à Lagos | 16 janvier à Lagos |
|  | Nigeria             | Nigeria            | 4                  | 4                  |                               |         | 16 janvier à Lagos | 16 janvier à Lagos | 16 janvier à Lagos | 16 janvier à Lagos |
|  | Égypte              | Égypte             | 2                  | 2                  |                               |         | 16 janvier à Lagos | 16 janvier à Lagos | 16 janvier à Lagos | 16 janvier à Lagos |
|  | Égypte              | Égypte             | 2                  | 2                  | Nigeria                       | Nigeria | 2                  | 2                  |                    |                    |
|  | 14 janvier à Ibadan |                    |                    |                    | Nigeria                       | Nigeria | 2                  | 2                  |                    |                    |
|  |                     |                    | Guinée             | Guinée             | 0                             | 0       |                    |                    |                    |                    |
|  | Guinée              | Guinée             | Guinée             | Guinée             | 0                             | 0       | 2                  | 2                  |                    |                    |
|  | Guinée              | Guinée             |                    |                    |                               |         |                    | 2                  |                    |                    |
|  | Ghana               | Ghana              | 1                  | 1                  |                               |         |                    |                    |                    |                    |
|  | Ghana               | Ghana              | 1                  | 1                  | Match pour la troisième place |         |                    |                    |                    |                    |
|  |                     |                    |                    |                    |                               |         |                    |                    |                    |                    |
|  | 16 janvier à Lagos  |                    |                    |                    |                               |         |                    |                    |                    |                    |
|  | Égypte              | Égypte             | 2                  | 2                  |                               |         |                    |                    |                    |                    |
|  | Égypte              | Égypte             | 2                  | 2                  |                               |         |                    |                    |                    |                    |
|  | Ghana               | Ghana              | 1                  | 1                  |                               |         |                    |                    |                    |                    |
|  | Ghana               | Ghana              | 1                  | 1                  |                               |         |                    |                    |                    |                    |

#### Demi-finales
| 14 janvier 1973 | Nigeria                        | 4 - 2 | Égypte                               |                         |                         |
|                 | Oyarekhua (en) · Olayombo (en) |       | 83e Gaafar (en) · 85e (pen.) Shehata | Surulere Stadium, Lagos | Surulere Stadium, Lagos |

| 14 janvier 1973 | Guinée                    | 2 - 1 | Ghana |        |        |
|                 | But inscrit · But inscrit |       | Owusu | Ibadan | Ibadan |

#### Match pour la troisième place
| 16 janvier 1973 | Égypte                | 2 - 1 | Ghana       |       |       |
|                 | Abo Greisha · Bazouka |       | But inscrit | Lagos | Lagos |

#### Finale
| 16 janvier 1973 | Nigeria        | 2 - 0 | Guinée |                                              |                                              |
|                 | Oyarekhua (en) |       |        | Surulere Stadium, Lagos Spectateurs : 60 000 | Surulere Stadium, Lagos Spectateurs : 60 000 |